# Тихвін
Ти́хвін (рос. Тихвин) — місто (з 1773 р.) в Росії. Адміністративний центр Тихвінського муніципального району Ленінградської області і Тихвінського міського поселення. Населення — 61,2 тисяч мешканців (2007 рік).
Розташований на обох берегах річки Тихвінка (басейн Ладозького озера). Відстань до Санкт-Петербурга — автотрасою 218 км, залізницею 198 км.
Місто є промисловим та культурним центром, транспортним вузлом.
Історично, на території Тихвінського району та самого міста проживає нечисленний корінний народ вепсів, однак його чисельність зменьшується з кожним роком.
У Тихвіні народився російський композитор Микола Римський-Корсаков. У будинку, де він народився і проживав, було відкрито Будинок-музей М.А.Римського-Корсакова.

## Персоналії
- Іванов Микола Миколайович (1943—2020) — радянський і російський актор театру та кіно.
- Микола Римський-Корсаков (1844—1908) — композитор доби Російської імперії.

## Галерея

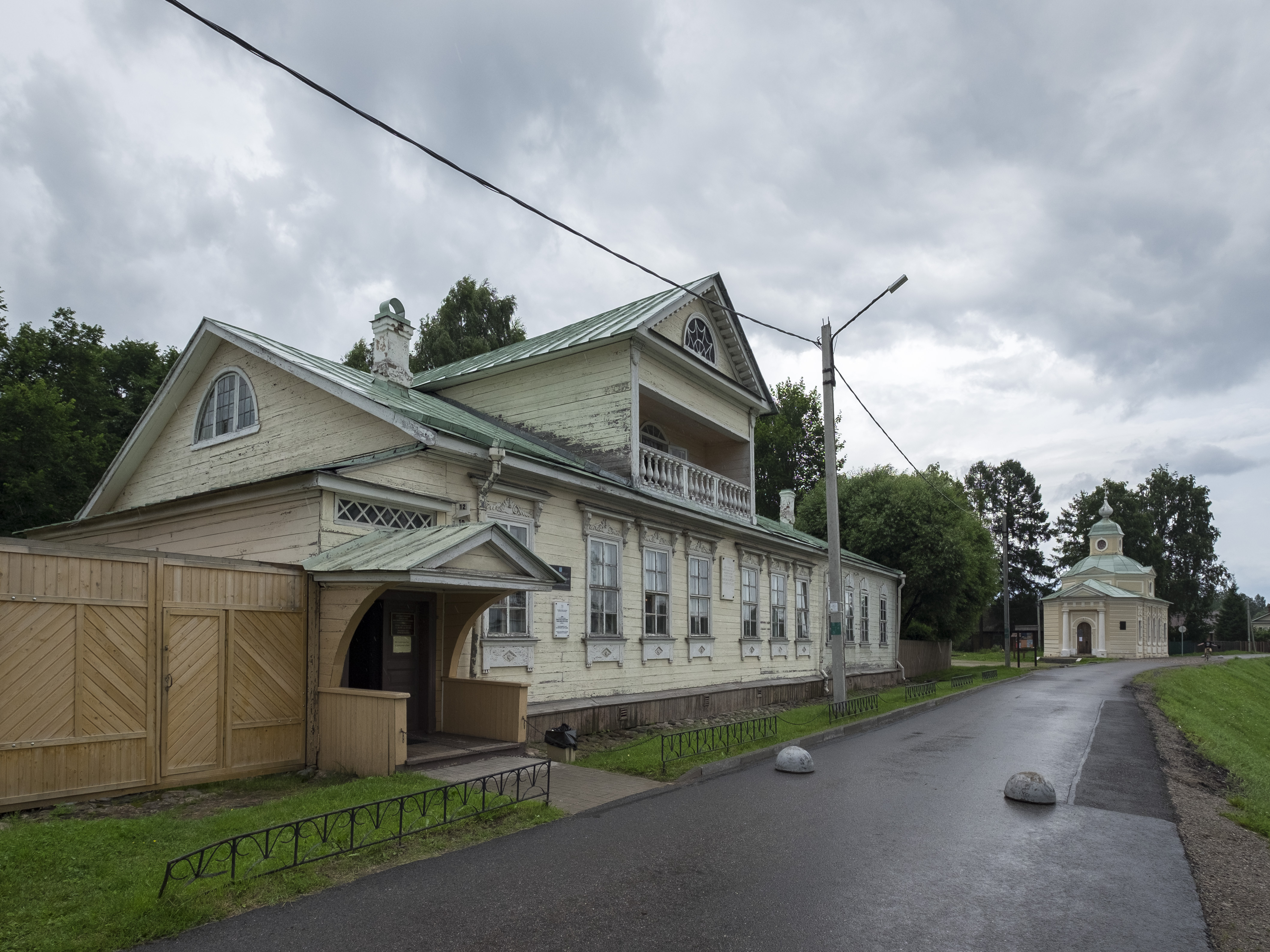
Меморіальний музей М.А.Римського-Корсакова
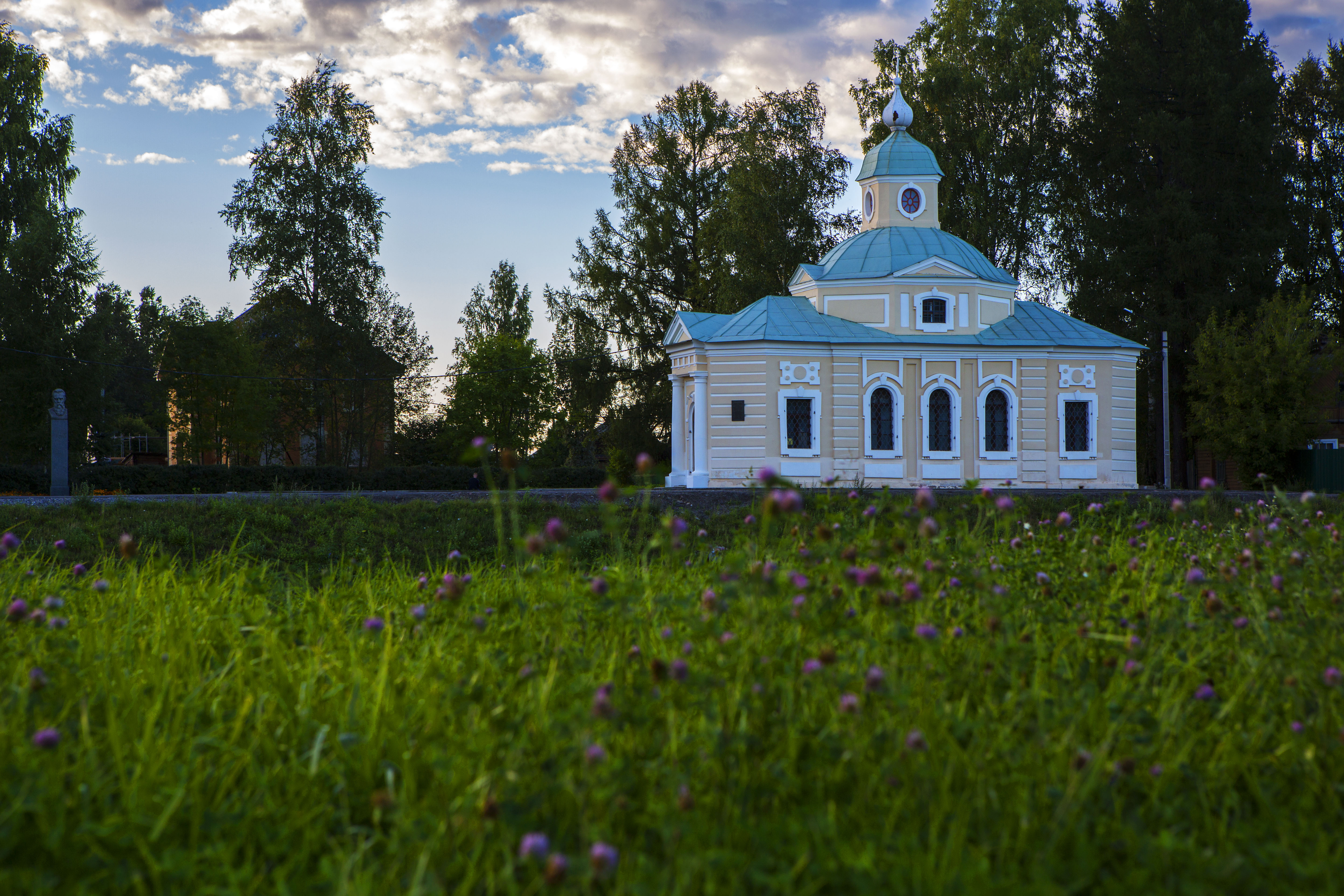
Церква Всіх Святих (полкова)
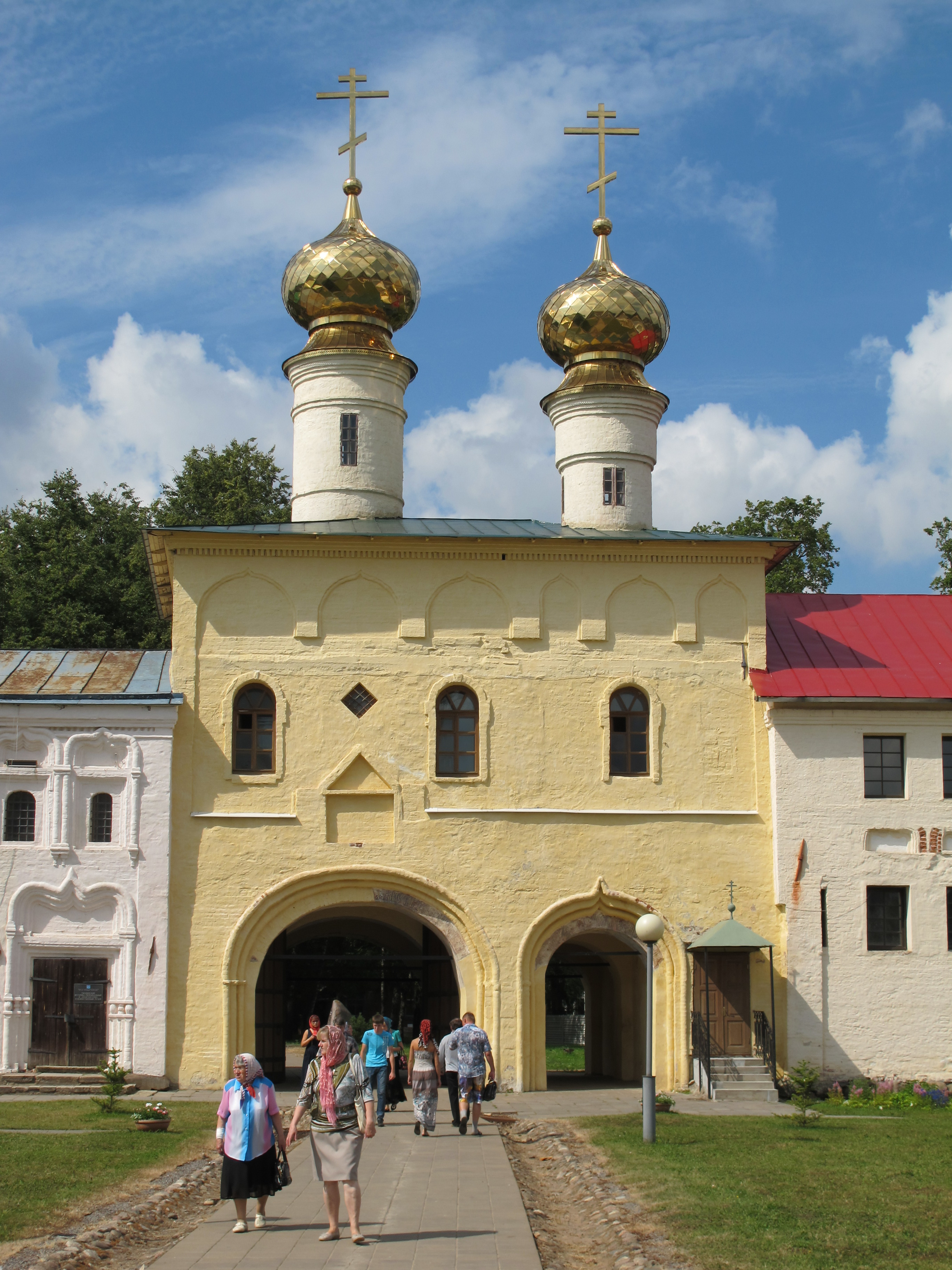
Церква Вознесіння Господнього
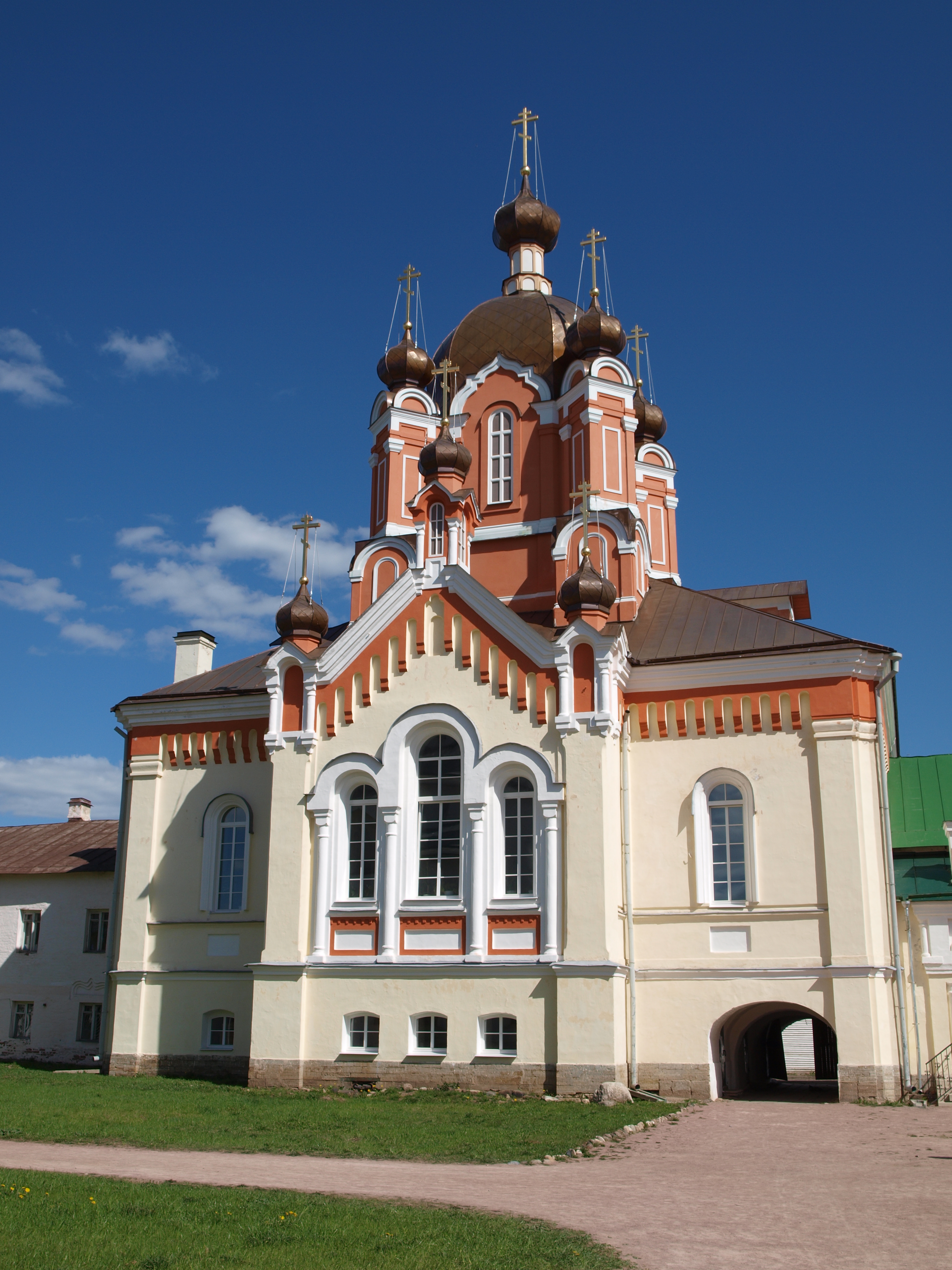
Собор Воздвиження Хреста Господнього
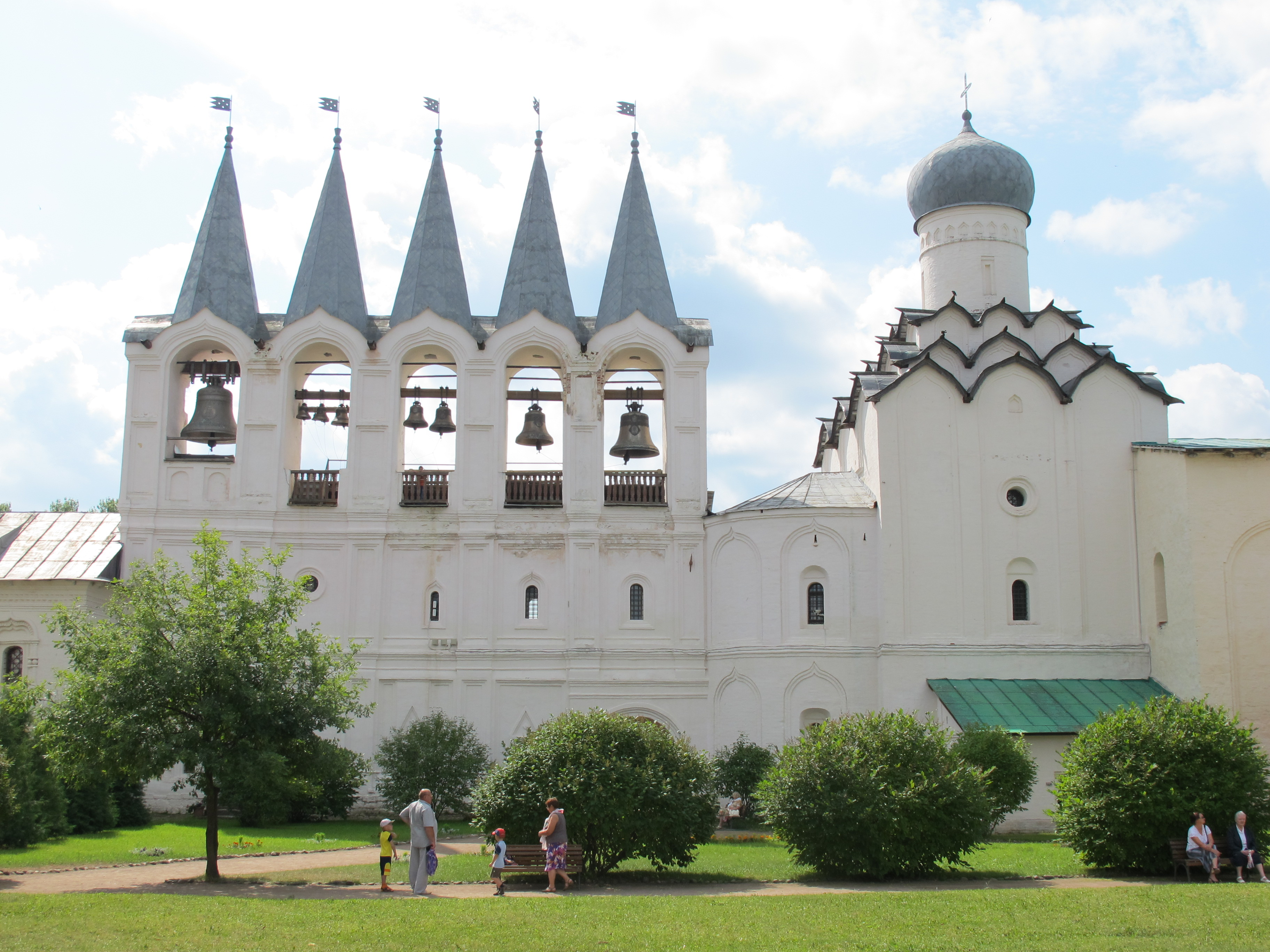
Дзвіниця Тихвинского чоловічого монастиря і церква Покрова Пресвятої Богородиці
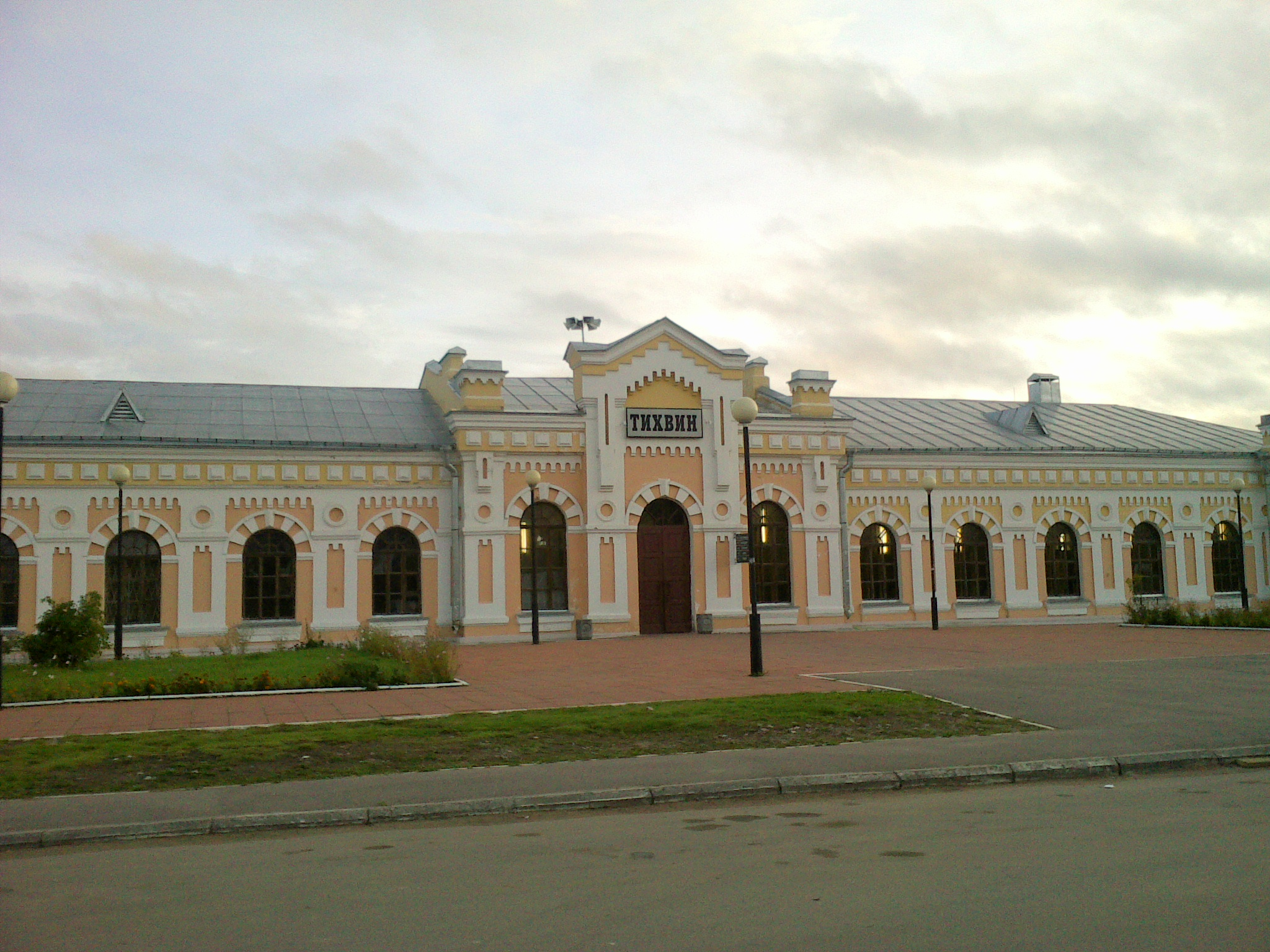
Залізничний вокзал
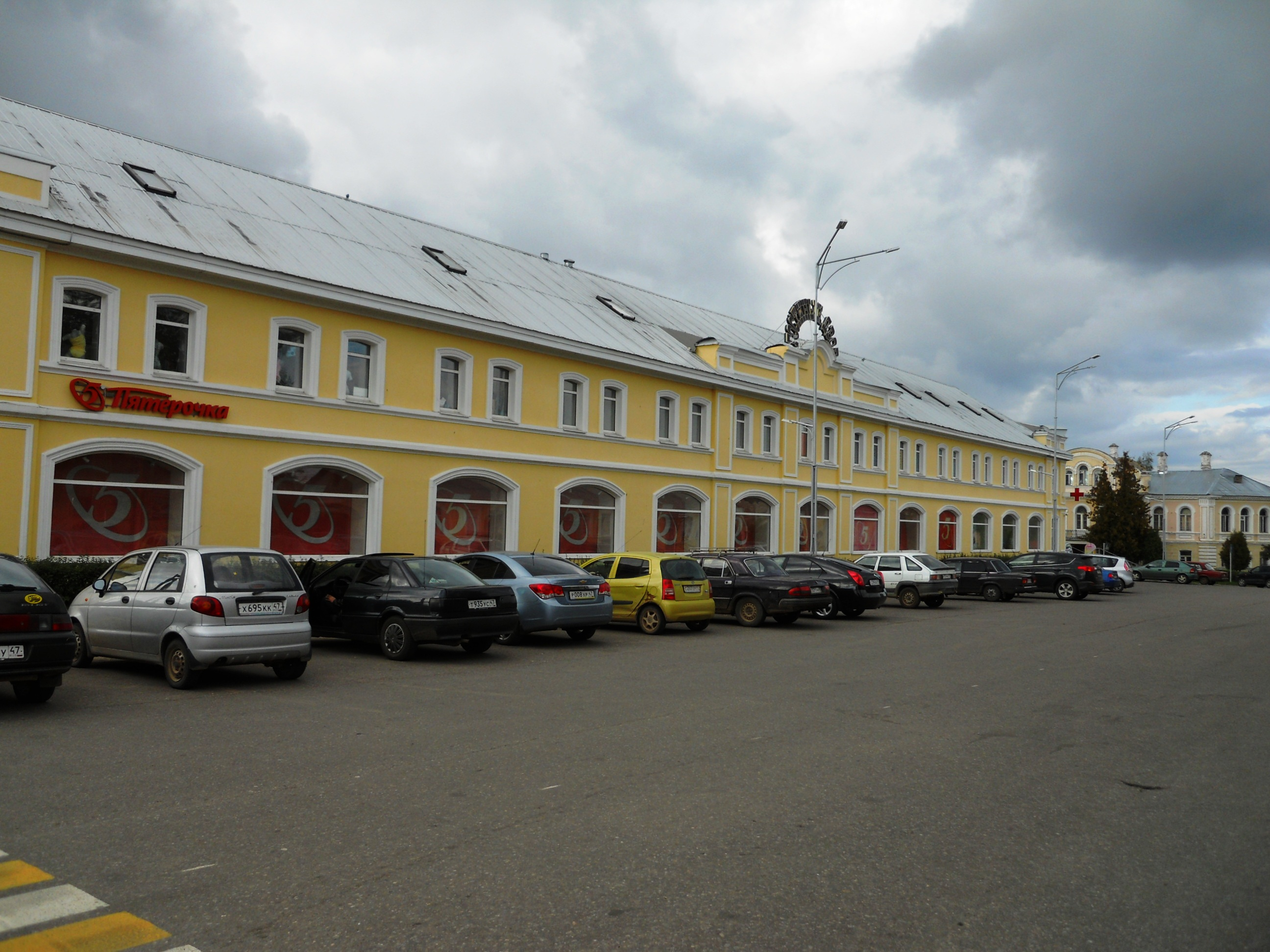
Гостиний двір
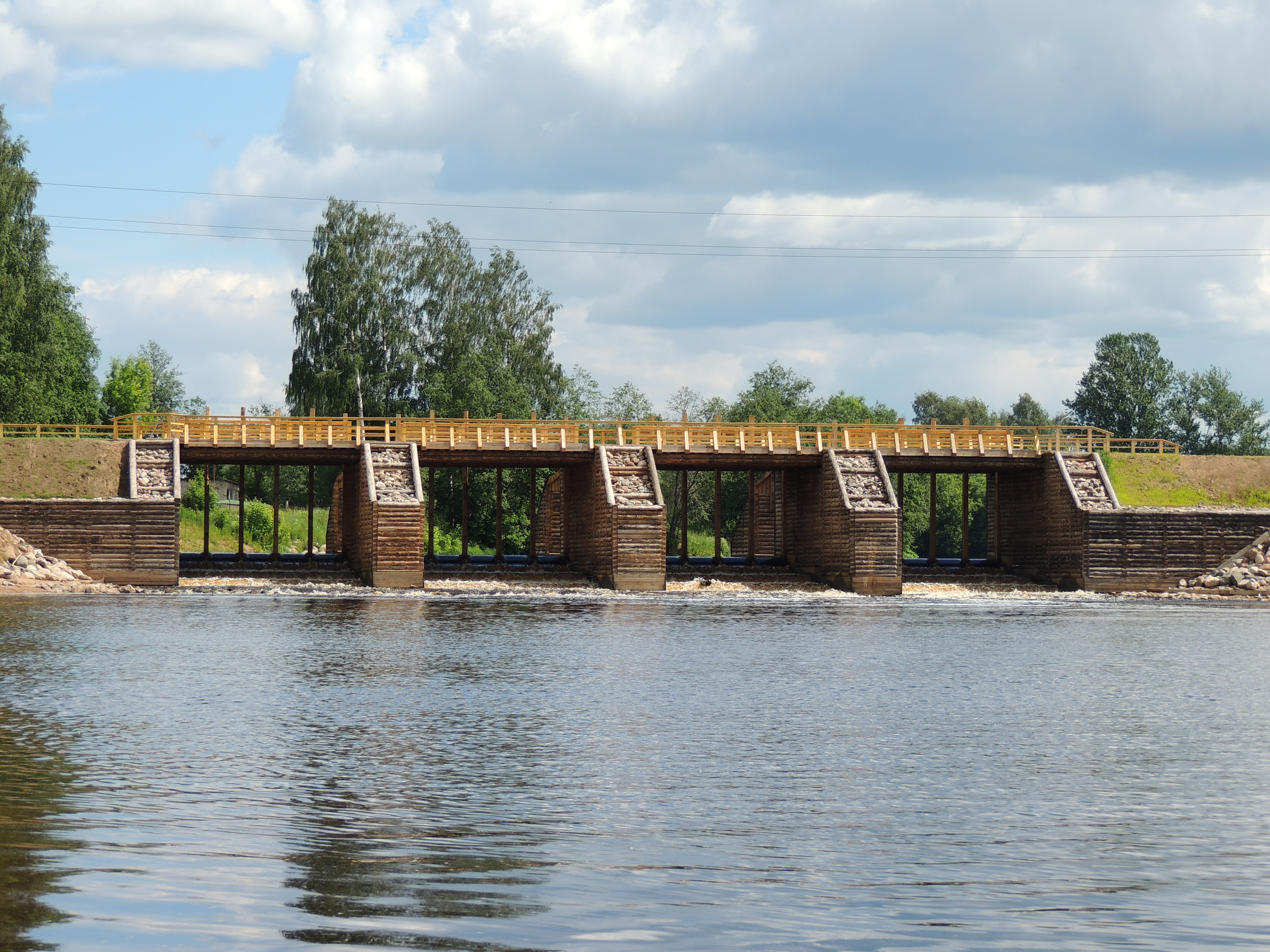
Шлюз
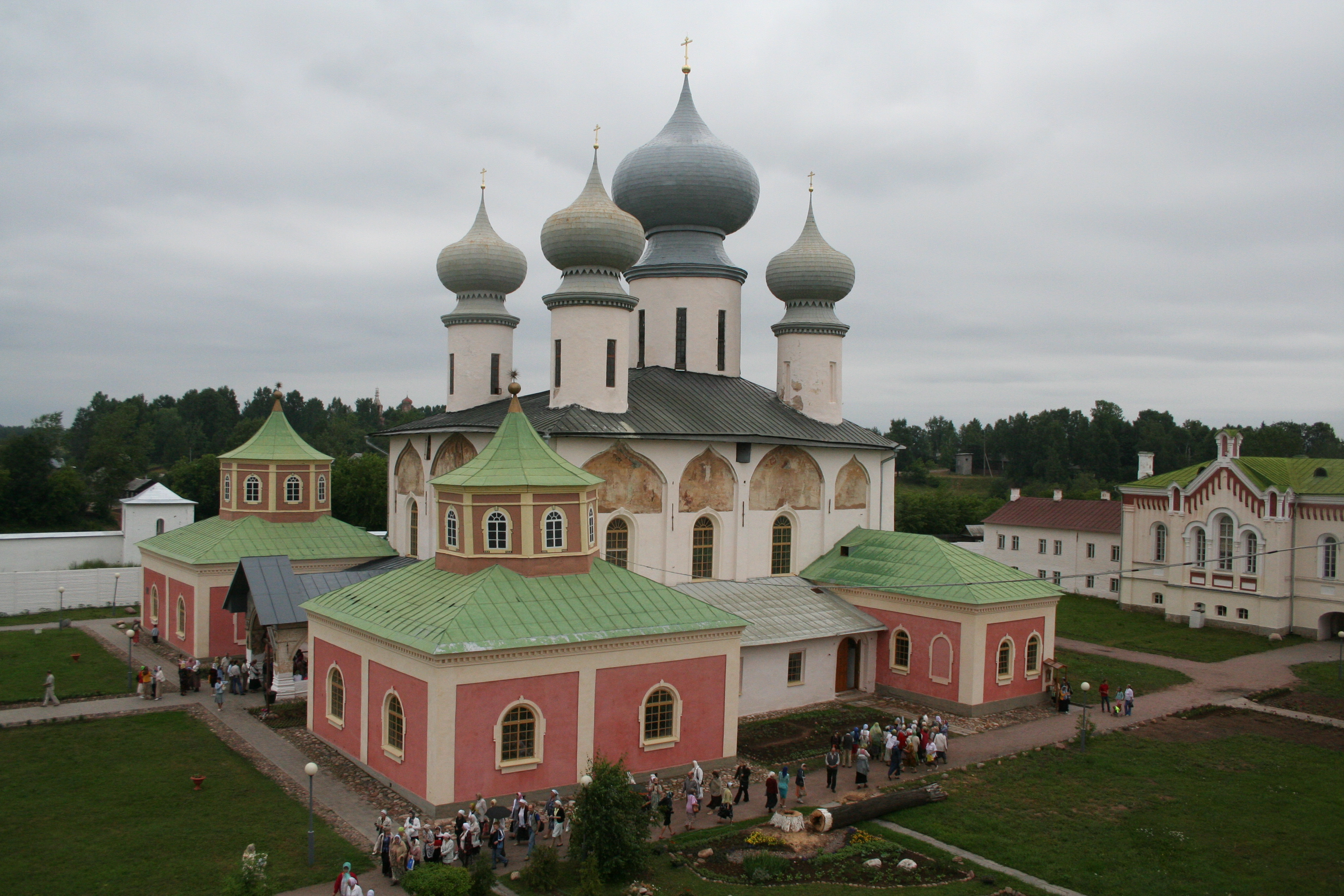
Тихвінський кафедральний собор Успіння